# Una relazione (film)
Una relazione è un film del 2021 diretto da Stefano Sardo.
Il film è dedicato a Picchio, il nomignolo con cui gli amici usavano chiamare l'attore  Libero De Rienzo, deceduto due mesi prima dell'uscita del film.

## Trama
Tommaso e Alice decidono di lasciarsi dopo 15 anni spiazzando amici e parenti. I due decidono di rimanere amici e di sistemare le proprie vite; Tommaso compone musica mentre Alice è impegnata come attrice.

## Distribuzione
Il film è uscito al cinema il 13 settembre 2021 prima di essere distribuito su Amazon Prime Video.